# Đường đi (lý thuyết đồ thị)
Một đường đi trong G là một dãy luân phiên các đỉnh và cạnh:
{\displaystyle x_{\text{1}}u_{\text{1}}x_{\text{2}}u_{\text{2}}...x_{\text{m-1}}u_{\text{m-1}}x_{\text{m}}}  ({\displaystyle x_{\text{i}}} là đỉnh và {\displaystyle u_{\text{i}}} là cạnh). Trong đồ thị thỏa mãn điều kiện {\displaystyle u_{\text{i}}} liên kết với cặp đỉnh {\displaystyle (x_{\text{i}},x_{\text{i+1}})}, nghĩa là:
- {\displaystyle u_{\text{i}}} liên kết với {\displaystyle (x_{\text{i}},x_{\text{i+1}})} nếu đồ thị có hướng.
- {\displaystyle u_{\text{i}}} liên kết với {\displaystyle (x_{\text{i}},x_{\text{i+1}})} nếu đồ thị vô hướng.

Khi đó ta gọi {\displaystyle x_{\text{1}}} là đỉnh đầu và {\displaystyle x_{\text{m}}} là đỉnh cuối của đường đi.

## Ví dụ
- Xét đồ thị G (7 đỉnh) vô hướng sau:

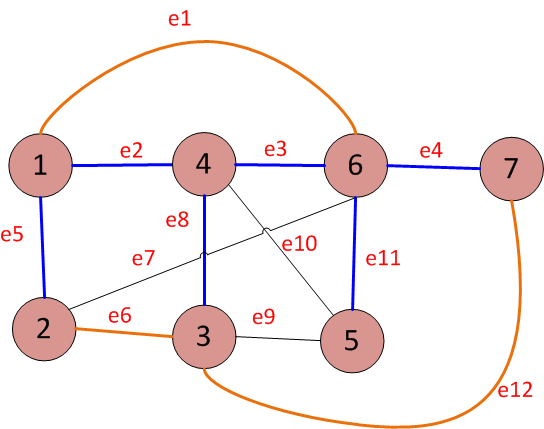
Đồ thị G

- Dãy các đỉnh: 1 e2 4 e10 5 là một đường đi
  - Đỉnh đầu: 1
  - Đỉnh cuối: 5
- Dãy các đỉnh: 4 e10 5 e9 3 e12 7 là một đường đi
  - Đỉnh đầu: 4
  - Đỉnh cuối: 7

## Dây chuyền
- Cho đồ thị G=(X, U).
- Một dây chuyền trong đồ thị (G) là một dãy luân phiên các đỉnh và cạnh:

1. x1 u1 x2 u2... xm-1 um-11 xm  (xi là đỉnh và ui là cạnh)

- Trong đồ thị thỏa mãn điều kiện ui, liên kết với cập đỉnh (xi, xi+1) không phân biệt thứ tự nghĩa là:

1. ui =(xi, xi+1) hay ui = (xi+1, xi) nếu đồ thị có hướng,
2. ui = {xi, (xi+1)} nếu đồ thị vô hướng.

- Khi đó ta  gọi x1 là đỉnh đầu và xm là đỉnh cuối của dây chuyền.

## Tính chất "đơn" và "sơ cấp" của đường đi và dây chuyền trongđồ thị
- Tính chất "đơn" của dây chuyền  hay đường đi yêu cầu không có cạnh nào xuất hiện hai lần trong dây chuyền hay đường đi đó.
- Tính chất "sơ cấp" (hay cũng gọi là "thứ cấp") yêu cầu không có đỉnh nào xuất hiện hai lần.

## Chu trình và Mạch
- Một chu trình trong đồ thị là một dây chuyền đơn mà có đỉnh đầu trùng đỉnh cuối, tức la dây chuyền có dạng: x1 u1 x2 u2… xm-1 um-1 xm um x1

sao cho các cạnh u1, u2,…,um đôi một khác nhau.
- Một mạch trong đồ thị là một đường đi đơn mà có đỉnh đầu trùng đỉnh cuối, tức là đường đi có dạng: x1 u1 x2 u2… xm-1 um-1 xm um x1

sao cho các cạnh u1, u2,…,um đôi một khác nhau. Từ các định nghĩa trên, ta có các khái niệm sau đây thường được dùng trong lý thuyết đồ thị:

### Dây chuyền sơ cấp
- Dây chuyền sơ cấp là dây chuyền không có đỉnh lập lại.

### Đường đi sơ cấp
- Đường đi sơ cấp là đường đi không có đỉnh lập lại.

### Chu trình sơ cấp
- Chu trình sơ cấp là đường đi không có đỉnh lập lại (ngoại trừ đỉnh đầu và đỉnh cuối).

### Mạch sơ cấp
- Mạch sơ cấp là mạch không có đỉnh lập lại (ngoại trừ đỉnh đầu và đỉnh cuối).

## Ghi Chú
Trong trường hợp đồ thị vô hướng thì:
- Hai khái niệm dây chuyền và đường đi là như nhau,
- Hai khái niệm chu trình và mạch là như nhau.
- Do đó chúng ta cũng dùng thuật ngữ đường đi cho đồ thị vô hướng. đôi khi  một mạch trong đồ thị có hướng cũng được gọi là một " chu trình có hướng ", hay một đường đi trong đồ thị có hướng cũng được gọi là " đường đi có hướng" để nhấn mạnh.

Khi các cạnh hoàn toàn được hiểu rõ (chẳng hạn như trong một đồ thị vô hướng không có cạnh song song) thì:
- Một dây chuyền x1 u1 x2 u2…xn-1 un-1 xn có thể viết gọn là x1 x2…xn-1 xn.
- Một chu trình x1 u1 x2 u2…xn-1 un-1 xn có thể viết gọn là x1 x2…xn-1 xn.